# Варґово (Великопольське воєводство)
Варґово (пол. Wargowo, нім. Wargen) — село в Польщі, у гміні Оборники Оборницького повіту Великопольського воєводства.
Населення — 504 особи (2011).
У 1975-1998 роках село належало до Познанського воєводства.

## Демографія
Демографічна структура станом на 31 березня 2011 року:
|          | Загалом | Допрацездатний вік | Працездатний вік | Постпрацездатний вік |
| -------- | ------- | ------------------ | ---------------- | -------------------- |
| Чоловіки | 255     | 66                 | 163              | 26                   |
| Жінки    | 249     | 57                 | 150              | 42                   |
| Разом    | 504     | 123                | 313              | 68                   |